# Championnats d'Europe d'haltérophilie 1924
Navigation
Édition précédente Édition suivante
Les championnats d'Europe d'haltérophilie 1924, vingtième édition des championnats d'Europe d'haltérophilie, ont eu lieu en 1924 à Neunkirchen, en Allemagne.